# Кошкино (Всеволожский район)
Ко́шкино — деревня в Морозовском городском поселении Всеволожского района Ленинградской области.

## Название
Название деревни происходит от Кошкина маяка, который до 1930-х годов находился к северу от неё, на мысу Кошкинский Носок и служил для указания Кошкинского фарватера для входа в Неву.

## История
Первые постройки на месте будущей деревни — безымянные рыбачьи избы к югу от Кошкина маяка, обозначены на карте Ф. Ф. Шуберта в 1834 году.
В списках населённых мест 1838—1896 годов деревня не значится. Однако, согласно материалам по статистике народного хозяйства Шлиссельбургского уезда от 1889 года, 134 десятины земли в селении Кошкин маяк принадлежали мещанину Клюеву и ещё 72 десятины, мещанкам И. П. и М. П. Трофимовым, при чём земля была приобретена ими ранее 1868 года.
С 1917 по 1921 год деревня входила в состав Шереметьевского сельсовета Колтушской волости Шлиссельбургского уезда.
С 1922 года район города Шлиссельбурга.
С 1924 года в составе Чернореченского сельсовета Колтушской волости Ленинградского уезда.
Согласно данным переписи населения СССР 1926 года:

КОШКИНО — деревня Чёрнореченского сельсовета района города Шлиссельбурга, 7 хозяйств, 26 душ, все русские. (1926 год)

С 1927 года в составе Ленинской волости.
В 1928 году была присоединена к деревне Чёрная Речка.
По административным данным 1933 года деревня Кошкино вновь относилась к Чёрнореченскому сельсовету, но уже Ленинградского Пригородного района.

Деревня Кошкино на карте 1939 года

Согласно топографической карте РККА 1939 года деревня называлась Новое Кошкино и насчитывала 17 дворов.
В 1940 году деревня также насчитывала 17 дворов.
В годы войны в деревне располагался хирургический полевой подвижный госпиталь № 743.
По данным 1966, 1973 и 1990 годов деревня Кошкино находилась в административном подчинении Морозовского поселкового совета.
В 1997 году в деревне проживали 5 человек, в 2002 году — 10 человек (русских — 90%), в 2007 году — 4.

## География
Деревня расположена в юго-восточной части района на автодороге А120 (Санкт-Петербургское северное полукольцо, бывшая 41А-189 «Магистральная» (Р21 — Васкелово — А121 — А181)).
Расстояние до административного центра поселения — 2 км. К югу от Кошкина на берегу Ладожского озера, находится упразднённая в 2004 году деревня Посечено.
Деревня находится на берегу Ладожского озера, к востоку от посёлка имени Морозова в устье реки Чёрная (Ганнибаловка).

## Демография
| 2007 | 2010 | 2017 |
| ---- | ---- | ---- |
| 4    | →4   | ↗14  |

Национальный состав
Согласно данным Всероссийской переписи населения 2021 года в деревне проживали 65 человек, из них русские — 64, один человек национальность не указал.

## Достопримечательности
- Верёвочный парк[20]

## Улицы
Берёзовая, Кленовая, Межевая, Окружная, Пляжная, Центральная.

## Садоводства
Кошкино, Кошкино-2.